# Suncorp
Suncorp Group, Группа Санкорп — австралийская страховая и банковская компания, базирующаяся в городе Брисбен, штат Квинсленд. В списке крупнейших публичных компаний мира Forbes Global 2000 за 2021 год заняла 844-е место (501-е по активам, 1145-е по размеру выручки, 1186-е по чистой прибыли, 1649-е по рыночной капитализации).

## История
Группа Санкорп образовалась в 1996 году в результате слияния трёх финансовых институтов штата Квинсленд. Основной из них, State Government Insurance Office (Государственная страховая контора), был создан в 1919 году для страхования рабочих от утраты трудоспособности. В 1970-х годах контора была реорганизована в государственную страховую корпорацию, в 1985 году её название было изменено на Suncorp, она начала оказывать банковские и другие финансовые услуги. Второй составляющей был строительный кооператив Metropolitan Permanent Building Society, основанный в 1959 году; в конце 1980-х годов он был реорганизован в банк Metway, к середине 1990-х годов ставший крупнейшим в Квинсленде с активами 7 млрд австралийских долларов. Третья часть, Queensland Industry Development Corporation, была основана в 1902 году как государственный фермерский банк; в 1986 году его устав был изменён, он стал банком развития промышленности. Объединённая компания, названная Suncorp-Metway, стала пятой крупнейшей страховой и финансовой группой Австралии, к 1998 году её активы достигли 22 млрд долларов. Правительству Квинсленда принадлежало 68 % акций компании, но уже в 1997 году было проведено размещение акций на бирже, а в 1999 году были проданы последние акции. В 2007 году произошло слияние со страховой группой Promina Group Limited (до 2003 года она была филиалом британской страховой группы Royal and Sun Alliance). Слияние удвоило активы группы и дало присутствие в других штатах Австралии.

## Деятельность
Подразделения группы
- Страхование в Аастралии — основными типами являются авто страхование (37 %) премий, страхование недвижимости (27 %), коммерческое страхование (18 %); выручка 10 млрд.
- Банкинг и управление частным капиталом — ипотека (80 % выданных кредитов) и другие банковские услуги; выручка — 2 млрд.
- Новая Зеландия — страхование и банкинг в Новой Зеландии; выручка — 2 млрд.

В структуре выручки в 2020—21 финансовом году (закончился 30 июня 2021 года) из 14,2 млрд австралийских долларов 10,4 млрд пришлось на страховые премии, 2 млрд пришлось на чистый процентный доход; страховые выплаты составили 7,3 млрд. В структуре активов основная статья — выданные кредиты (57 млрд из 97 млрд долларов), инвестиции в ценные бумаги составили 21 млрд долларов; из пассивов 41,2 млрд пришлось на принятые депозиты.